# SN 2010iw
SN 2010iw – supernowa typu Ia-pec odkryta 14 października 2010 roku w galaktyce UGC 4570. W momencie odkrycia miała maksymalną jasność 16,40m.